# Джудіт Дарем
Джудіт Дарем (англ. Judith Durham; 3 липня 1943 — 5 серпня 2022) — австралійська джазова співачка та музикантка, учасниця австралійського попфолк-гурту The Seekers з 1963 по 1968 роки. Джазвумен, піаністка, авторка-виконавиця.

## Біографія
Народилася в передмісті Мельбурна, в сім'ї Вільяма Олександра Кока, штурмана літаків наведення, учасника Другої світової війни, та його дружини Гейзел.
Дарем планувала стати піаністкою і здобула освіту в Консерваторії Університету Мельбурна з класичного фортепіано. Крім фортепіано, вона також отримала класичне вокальне навчання, поряд зі співом творів блюзу, госпелів та джазу. Співочу кар'єру розпочала у 18 років, попросивши Ніколаса Рібуша, лідера Мельбурнського університетського Джазового оркестру, який виступав у клубі «Мемфіс», заспівати з його гуртом. 1963 року вона почала виступати в тому ж клубі з «Джазовими Проповідниками» («Jazz Preachers») Франка Трейнора, використовуючи дошлюбне прізвище її матері — Дарем. У тому році вона також зробила запис свого першого EP, Judy Durham with Frank Traynor's Jazz Preachers.
Дарем працювала секретаркою у рекламному агентстві JWT, де познайомилася з діловодом Атолом Гаєм. Гай грав у фолкгурті the Seekers, який виступав у кафе «Скрипковий ключ», у Мельбурні.

## The Seekers
У гурті The Seekers виступали Дарем, Атол Гай, Брюс Вудлі та Кіт Потджер, останній працював радіопродюсером на ABC. Саме завдяки зв'язкам Потджера гурт записав першу демонстраційну стрічку. Її передали W&G Records, і компанія уклала контракт із The Seekers. Група випустила в 1963 альбом «Introducing the Seekers» в 1963 році. Дарем, однак, зробив запис двох інших пісень з «Джазовими Проповідниками» — «Muddy Water» (яка вийшла на їхньому альбомі «Jazz From the Pulpit»), та «Trombone Frankie».
На початку 1964 the Seekers припливли до Сполученого Королівства на судні «Fairsky», на якому гурт також давав концерти. Спочатку вони запланували повернутися додому після 10 тижнів, але отримали стійкий потік запрошень від Grade Agency, яким попередньо надіслали копію свого першого альбому. У листопаді 1964 року вони випустили, сингл Ill Never Find Another You написаний Томом Спрінгфілдом. У лютому 1965 року сингл досяг першого місця у чартах Великобританії та Австралії. 1966 року сингл «Georgy Girl» досяг другого місця у США.

## Сольна кар'єра
Джудіт Дарем повернулася до Австралії у серпні 1968 року. Під час її кар'єри соло вона випустила альбоми — «For Christmas With Love», «Gift Of Song» і «Climb Ev'ry Mountain». 1970 року вона зробила спеціальне телевізійне шоу «Зустрічайте Джудіт Дарем» у Лондоні.
У 1970-х роках вона повернулася до традиційного джазу і зробила запис двох альбомів, «Judith Durham and The Hottest Band in Town» та «Judith Durham and The Hottest Band in Town Volume 2» (обидва — 1974). Потім переїхала до Квінсленду і зосередилася на написанні власних пісень.
1994 року Дарем розпочала роботу над новими альбомами, «Mona Lisas» вийшов у 1996 році під керівництвом продюсера Гуса Даджена. 2000 року альбом Дарем Let Me Find Love, увійшов до десятки австралійського чарту.
У 2006 році гурт the Seekers був нагороджений лорд-мером Джоном Со «Ключем від Міста» Мельбурна. У жовтні 2008 року вийшов альбом «Australian Cities Suite». Усі гроші від продажу компакт-дисків перераховуються на користь благодійним установам, таким як Австралійська Асоціація Мотонейронних хвороб (Дарем — національний патрон організації).
Померла 5 серпня 2022 року.

## Особисте життя
21 листопада 1969 вона Дарем одружилася зі своїм музичним директором, британським піаністом Роном Еджевортом. Вони жили у Великобританії та Швейцарії до середини 1980-х, коли вони купили власність у Квінсленді, Австралія.
У 1990 році Дарем, Еджеворт та їхній тур-менеджер Пітер Саммерс потрапили в автомобільну катастрофу. Водій іншого залученого в аварію автомобіля загинув на місці, а Дарем зламала зап'ястя та ногу. Після цього The Seekers ненадовго об'єдналися, щоб відзначити срібний ювілей гурту. Це возз'єднання, однак, було короткочасним, незабаром в Еджеворта виявили мотонейронну хворобу. Він помер 10 грудня 1994 року.